# Cheiropleuria bicuspis
Cheiropleuria bicuspis là một loài dương xỉ trong họ Dipteridaceae. Loài này được Blume C. Presl mô tả khoa học đầu tiên năm 1851.